# Ina Rama
Ina Rama (Durazzo, 21 novembre 1972) è un avvocato albanese, Procuratore generale dell'Albania dal 2007 al 2012.

## Biografia
È stata nominata Procuratore generale il 22 novembre 2007, divenendo la prima donna a ricoprire l'incarico, con decreto del Presidente Bamir Topi in seguito alla rimozione dalla carica di Theodhori Sollaku per sospetti casi di corruzione e legami con la criminalità organizzata; la sua nomina è stata approvata dall'Assemblea dell'Albania con 83 voti favorevoli su 121.
Nel gennaio 2011 all'indomani dell'uccisione di quattro manifestanti a Tirana durante le proteste antigovernative Rama ha emanato sei mandati d'arresto, non eseguiti dalle autorità, per altrettanti alti ufficiali della Guardia della Repubblica, venendo accusata di voler portare avanti un colpo di Stato contro il governo guidato da Sali Berisha. Successivamente Rama ha richiesto una perizia balistica all'FBI statunitense, al fine di garantire imparzialità nelle indagini, e nel 2012 ha emesso nuovamente tre mandati di arresto contro ufficiali della Guardia repubblicana, tra cui il comandante Ndrea Prendi, richiedendo inoltre la sospensione dell'immunità parlamentare per i parlamentari socialisti Besnik Baraj, Tom Doshi e Taulant Balla.
Nel maggio 2011 ha accusato l'allora leader del Movimento Socialista per l'Integrazione nonché ex Vice Primo ministro e Ministro degli affari esteri e dell'integrazione europea Ilir Meta di corruzione ed abuso di potere dopo la pubblicazione di un video in cui discuteva con l'allora Ministro dell'economia, del commercio e dell'energia Dritan Prifti. Nel corso dell'anno successivo Meta è stato prosciolto da tutte le accuse.
Nel 2012 è stata sostituita da Adriatik Llalla.